# Šerkšnas
Šerkšnas é um filme de drama lituano de 2017 dirigido e escrito por Šarūnas Bartas. Foi selecionado como representante de seu país ao Oscar de melhor filme estrangeiro em 2018.

## Elenco
- Vanessa Paradis
- Weronika Rosati
- Andrzej Chyra